# 裝甲兵上將
裝甲兵上將（General der Panzertruppe）是德國国防军的將官军衔，本軍銜1935年設立，其指揮一个裝甲军。
本軍銜與「騎兵上將」、「通信兵上將」、「工兵上將」、「山地兵上將」、「炮兵上將」等同級。